# Método de Cross
O método de Cross (também conhecido por processo de Cross) foi idealizado e desenvolvido por Hardy Cross em 1932 e introduzido no Brasil pelo professor Cândido Holanda de Lima em 1941.[carece de fontes?] Também é conhecido como método de distribuição de momentos.
É um processo destinado a resolver estruturas hiperestáticas (vigas continuas e pórticos deslocáveis e não deslocáveis) por meio de aproximações sucessivas e de fácil execução, por se resolver apenas com as quatro operações fundamentais.
Permite calcular os esforços numa estrutura porticada cinematicamente indeterminada, sem se passar pela etapa de resolução do sistema de equações e do cálculo da matriz de rigidez da estrutura.
O método consiste essencialmente na aplicação das várias etapas do método dos deslocamentos a cada um dos nós da estrutura, procedendo-se, em cada fase, à verificação do equilíbrio modal. Sendo um processo iterativo, a aproximação pode ser mais ou menos precisa, dependendo da aplicação.